# Бланка Липинска
Бланка Липинска (на полски: Blanka Lipińska) е полска обществено позната личност, сценаристка и писателка на произведения в жанра еротична литература.

## Биография и творчество
Бланка Липинска е родена на 22 юли 1985 г. в Пулави, Полша, в семейството на Гжегож и Малгожата Липински. Има брат Якуб, който е с една година по-голям. Завършва гимназия в Пулави. Учи козметология, след което работи като гримьор. През 2007 г. се премества във Варшава, където работи като специалист и мениджър в отделите по продажби и маркетинг на компании от хотелиерския бранш. През 2012 г. се присъединява към федерацията KSW („Конфронтация по бойни изкуства“, за състезания по ММА), където набира и обучава т.нар. „момичета на ринга“, т.е. жени, които излизат на ринга между рундовете на битките. Същевременно в периода 2015 – 2016 г. е мениджър, отговарящ за резервациите в нощни заведения в Сопот. През 2016 г. се премества в Познан, а година по-късно се установява Ел Гуна в Египет. През 2018 г. тя се завръща във Варшава, а година по-късно напуска федерацията KSW.
През лятото на 2014 г. пише романа „365 дни“, подтикната от незадоволителния си сексуален живот с тогавашния си партньор. След като книгата е приета с ентусиазъм от нейните приятели, тя решава да я издаде. Книгата е публикувана през юли 2018 г. Главната героиня, Лаура Биел, е отвлечена от красивия Масимо Торичели, шеф на могъща мафиотска фамилия, по време на нейна почивка в Сицилия за двадесет и деветия ѝ рожден ден. Той я държи в плен в продължение на 365 дни и се опитва да спечели сърцето ѝ. Играта е чувствена, жестока и много опасна, но между тях пламва опожаряваща страст, а това не е в интерес на някои външни сили. Като част от промоцията на романа писателката се появява в разголена фотосесия за ноемврийския брой на мъжкото списание CKM, в която на снимките интимните ѝ места са покрити с копия от романа, а в периода март-май 2019 г. има нейни колонки в списанието. В края на 2018 г. година е издадено и продължението на историята, романът „Този ден“, а през 2019 г. и третата част от еротичната поредица – „Още 365 дни“. Поредицата е екранизирана в периода 2020 – 2022 г. в едноименните телевизионни филми с участието на Анна-Мария Сиеклука, Микеле Мороне и Симон Сузина. Бланка Липинска е съавторка на сценария, участва в кастинга на актьорския състав, режисира еротичните сцени и изпълнява епизодични роли в тях. През декември 2020 г. марката Casadei представя лимитирана серия обувки с висок ток, които са проектирани от Липинска, а в тях има цитат от романа „365 дни“.
Романите ѝ предизвикват дебат и са критикувани заради твърде буквалните описания и не много изтънчен език и стил. Предизвикват и противоречия поради тяхното съдържание и сюжет, като критиците им считат, че представянето на изнасилването и Стокхолмския синдром са предадени по-привлекателно. Филмът „365 дни“, както и книгата получават негативни отзиви и след премиерата в „Нетфликс“, като обвиняват създателите в насърчаване на изнасилването и правят петиции с искане филмът да бъде изтеглен от стрийм услугата. Филмът печели наградата „Златна малинка“ в категорията „Най-лош сценарий“, като по този начин става първата полска продукция, наградена в този плебисцит.
През 2019 г., според оценките на седмичника Wprost, тя е вторият най-печеливш полски писател, а през 2020 г. нейната трилогия заема първите три места в списъка на бестселърите в Полша. В края на 2020 и 2021 г. романите ѝ започват да се публикуват в чужбина, като са преведени на над 20 езика и са публикувани в над 30 държави по света.
В рамките на три седмици след премиерата си филмът „365 дни“ е гледан в кината от над 1,5 милиона души, като по този начин става най-гледаният полски филм през 2020 г. Нарежда се и сред най-гледаните филми в „Нетфликс“ и в над 20 страни.
В периода 2019 – 2021 г. Бланка Липинска е сред най-популярните писатели в Полша според проучването на читателската аудитория на Националната библиотека. В периода 2020 – 2021 г. е включена в списъка на „50-те най-влиятелни полякини“ на седмичника Wprost. В периода 2020 – 2022 г. е класирана сред най-влиятелните жени от списание Forbes Women.
Бланка Липинска живее във Варшава.

## Произведения

### Поредица „365 дни“ (365 dni)
1. 365 dni (2018)[1][2]
365 дни, изд.: „Сиела“, София (2020), прев. Васил Велчев
2. 365 dni: Ten dzień (2018)
Този ден, изд.: „Сиела“, София (2021), прев. Васил Велчев
3. Kolejne 365 dni (2019)
Още 365 дни, изд.: „Сиела“, София (2022), прев. Васил Велчев

### Екранизации и филмография
Бланка Липинска участва като авторка, сценаристка и актриса
- 2020 365 дни, 365 dni
- 2022 365 Days: This Day
- 2022 The Next 365 Days